# ما بعد الطوفان (لوحة)
لوحة مَا بَعْدَ ٱلطُّوفَان، وتُعرف أيضًا باسم ٱلْيَوْمُ ٱلْحَادِي وَٱلأَرْبَعُون، هي لوحة زيتية رمزية للفنان الإنجليزي جورج فريدريك واتس، يصل ارتفاعها إلى 104 سنتيمتر وعرضها 178 سنتيمتر. عُرضت في البداية على أنها الشمس، في هيئة غير مُكتملة فيما بين عامي 1885-1886، واكتملت عام 1891.
تعرض اللوحة مشهدًا من قصة طوفان نوح، وفيها، وبعد أربعين يومًا من المطر، يفتح نوح نافذة سفينته ليجد أن المطر قد توقف. شعر واتس أن المُجتمع الحديث كان في حالة انحطاط أخلاقي، وكثيرًا ما رسم أعمالًا حول موضوع الطوفان وتطهيره للدنس من العالم. تأخذ اللوحة شكل منظر بحري، تسوده أشعة الشمس الساطعة التي تخترق الغيوم، على الرغم من كونه موضوعًا عرضه واتس سابقًا في كتابه عبقرية الشعر اليوناني عام 1878، إلا أن ما بعد الطوفان أخذت منحىً مُختلفًا؛ فقد قصد بهذا العمل أن يستدعي صورة الخالق الواحد، بدون تصويره بشكل مُباشر.
عُرضت اللوحة غير المُكتملة في مُقاطعة وايت تشابل بلندن عام 1886 بعنوانها المبسط الشمس، ثم عمل واتس على استكمالها في خمس سنوات إضافية، وتم عرضها مكتملة لأول مرة في مبنى نيو جاليري بلندن عام 1891. تم عرض اللوحة في أنحاء إنجلترا ما بين عامي 1902 و1906، وهي موجودة الآن في متحف واتس في قرية كومبتون بمُقاطعة سري بإنجلترا. رغم أن واتس لم يضم هذه اللوحة ضمن هديته لولايته، لأنها ليست من بين لوحاته المشهورة؛ إلا أنها قد حظيت بإعجاب كبير من قِبل العديد من الفنانين الذين تبعوه، وتمت الإشارة إلى أن لها تأثير على العديد من الرسامين الآخرين الذين عملوا في العقدين التاليين لعرضها الأول.

## خلفية

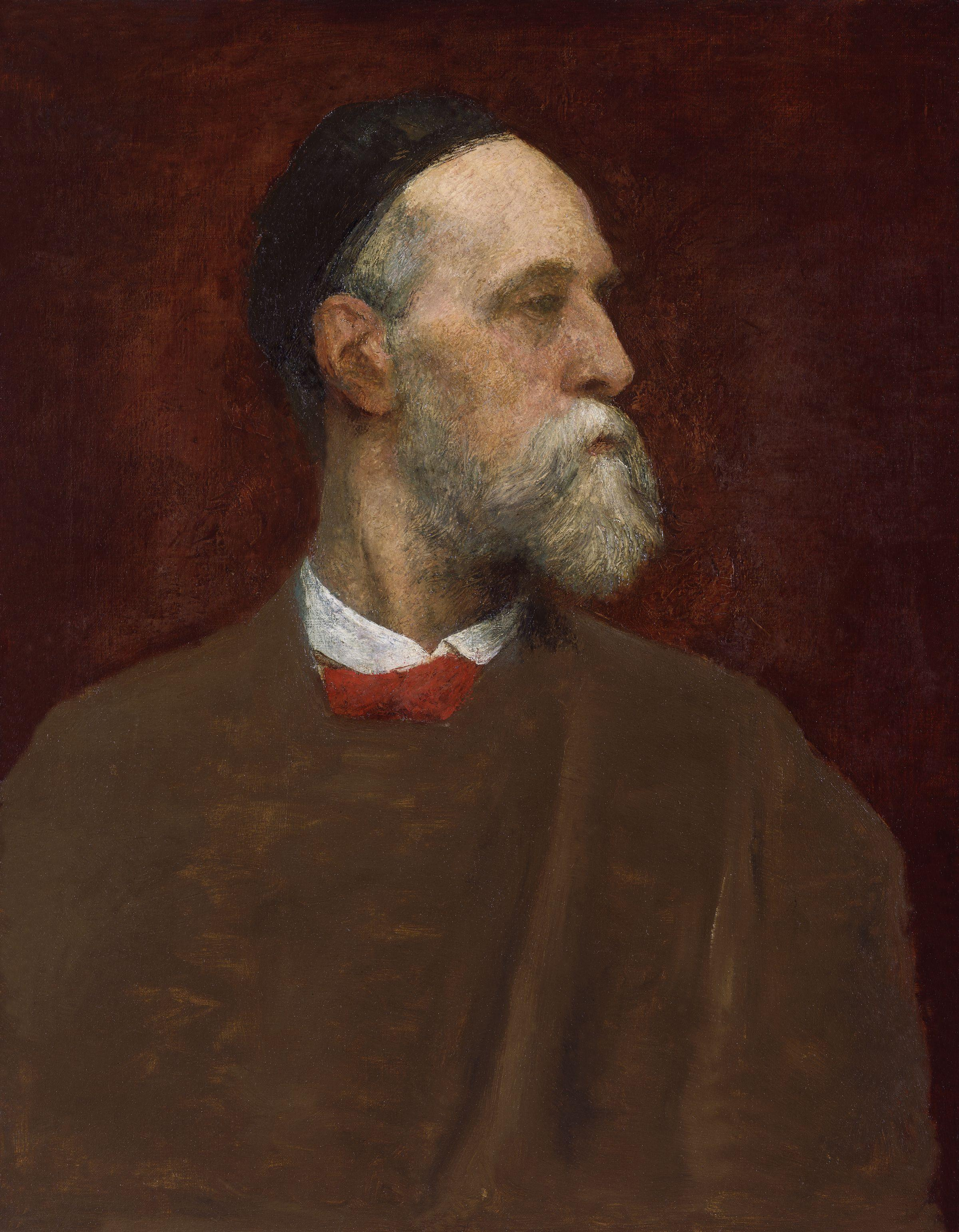
جورج فريدريك واتس عام 1879.

وُلد جورج فريدريك واتس عام 1817، لأب صانع آلات موسيقية في لندن. تُوفي أخواه عام 1823، ووالدته عام 1826، مما جعل واتس مهووسًا من الموت طوال حياته. تدرب واتس كنحّات في سن العاشرة، وبحلول مُنتصف فترة المراهقة كان فنانًا بارعًا وبدأ يكسب رزقه كرسام بورتريه. وفي عامه الثامن عشر، قُبل للدراسة في الأكاديمية الملكية للفنون بالرغم من عدم رضاه عن أساليبهم وعدم التزامه بالحضور. وابتداءً من عام 1837، كان واتس ناجحًا بما يكفي ليكرس وقته كاملًا للرسم.
في عام 1843، انتقل للعيش في إيطاليا وظل هناك طيلة أربع سنوات. وعند عودته إلى لندن، عانى من حالة اكتئاب، ورسم العديد من الأعمال المُظلمة المُوحشة. تم الاحتفاء بمهارته الفنية على نطاق واسع، وفي عام 1856 قرر أن يكرس وقته لرسم البورتريه. وكانت أعماله الفنية محط إعجاب شديد، وفي عام 1867، انتُخب عضوًا في الأكاديمية الملكية، في الوقت الذي كان هذا هو أعلى شرف مُتاح للفنان، على الرغم من أنه خاب أمله بسرعة فيما يخص ثقافتها. ابتداءً من عام 1870، اشتهر واتس كونه رسامًا للأساطير والاستعارات؛ في ذلك الوقت، كان واحدًا من أهم فناني العالم. في عام 1881، أضاف معرضًا ذي سقف زجاجي إلى منزله في ليتل هولاند هاوس، الذي كان مفتوحًا للجُمهور في عطلات نهاية الأسبوع، مما زاد من شهرته.

## الموضوع

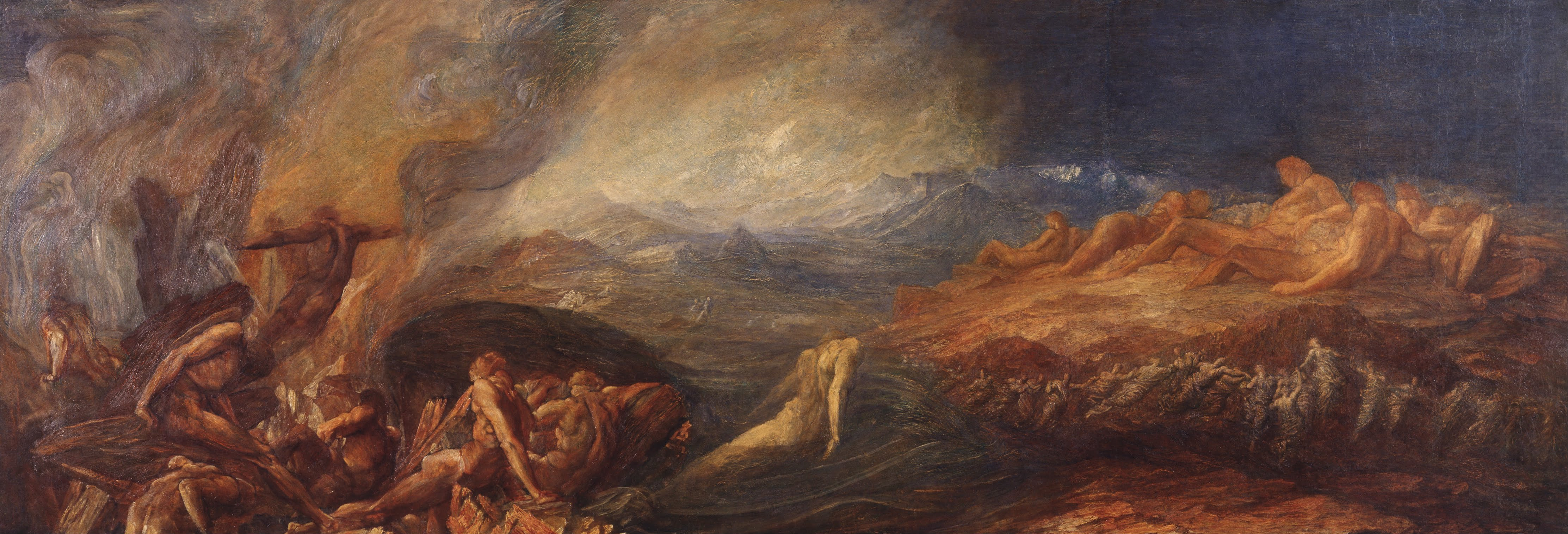
لوحة الفوضى لجورج فريدريك واتس والتي عُرضت عام 1882.

تعرض لوحة ما بعد الطوفان مشهدًا من قصة طُوفان نوح، وفيها يفتح نوح نافذة سفينته ليجد أن المطر قد توقف بعد أربعين يومًا، ولكن مياه الفيضان لم تستقر بعد. على الرغم من أن المسيحية الإنجيلية الصارمة التي ينتمي إليها والده قد رسخت في واتس كراهية قوية للجماعات الدينية المُنظمة، إلا أنه كان لديه معرفة عميقة بالكتاب المقدس، وكان كل من نوح والفيضان موضُوعين يصورهما بانتظام طوال حياته المهنية.
كان واتس شديد الإيمان بفكرة أن المُجتمع الحديث يهتم بالمال أكثر من اهتمامه بالقيم الاجتماعية، وأن هذا الموقف، الذي وصفه بأنه «الإخفاء الزائف للتضحيات اليومية التي قُدمت للإله»، أدى إلى انحدار المُجتمع. كتبت المختصّة هيلاري أندروود من جامعة سري بلندن أن واتس رسم العديد من الأعمال التي تخص نوح، حيث أنه وجد مرادفات حديثة لمفهوم تنظيف المجتمع الفاسد مع الإبقاء على هؤلاء الذين ما زالوا يمتثلون للقيم الأخلاقية. واختار واتس أن يعرض اللحظة التي أصبحت فيها الشمس مرئية لأول مرة بعد أربعين يومًا من الغيوم.
| ما بعد الطوفان (لوحة) | وَكَانَتِ الْمِيَاهُ تَنْقُصُ نَقْصًا مُتَوَالِيًا إِلَى الشَّهْرِ الْعَاشِرِ. وَفِي الْعَاشِرِ فِي أَوَّلِ الشَّهْرِ، ظَهَرَتْ رُؤُوسُ الْجِبَالِ. وَحَدَثَ مِنْ بَعْدِ أَرْبَعِينَ يَوْمًا أَنَّ نُوحًا فَتَحَ طَاقَةَ الْفُلْكِ الَّتِي كَانَ قَدْ عَمِلَهَا. | ما بعد الطوفان (لوحة) |

## التكوين

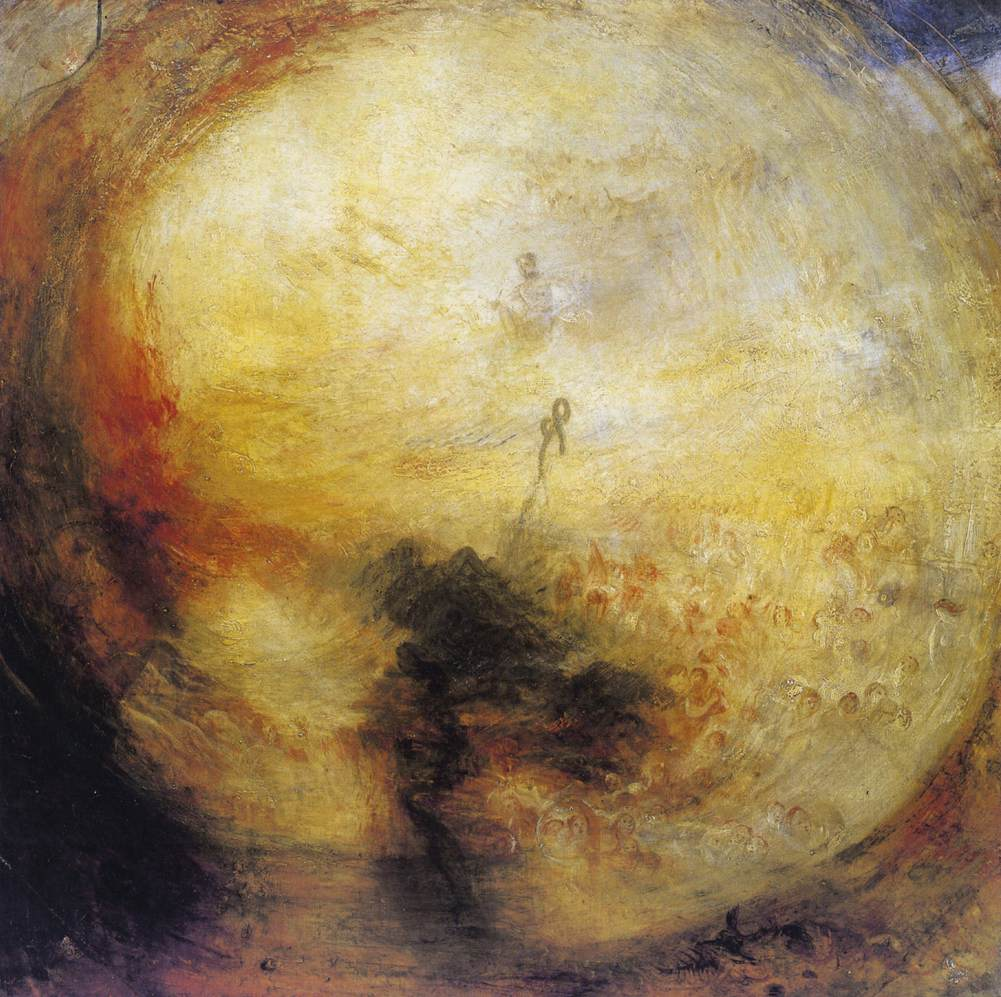
لوحة الضوء واللون لتيرنر.

رسم واتس المشهد على هيئة منظر بحري مُنمق أعلى البحر تنطلق منه أشعة الشمس الساطعة التي تُضئ الغيوم المُحيطة، والأشعة الساطعة التي تبرُز عند حواف القُماش. وتعكس تركيبة واتس مُعالجة جوزيف مالورد ويليام تيرنر لنفس القصة عام 1843، الضوء واللون (نظرية غوته)- الصباح بعد الطوفان- موسى يكتب كتاب سفر التكوين، في تصويره في الأساس لدائرة من الضوء الساطع. ومع ذلك، تصور لوحة تيرنر شخصيات بشرية يُمكن التعرُف عليها، ولم يكن أي عمل من تأليف تيرنر أقرب إلى الفن التجريدي النقي كتكوين واتس.

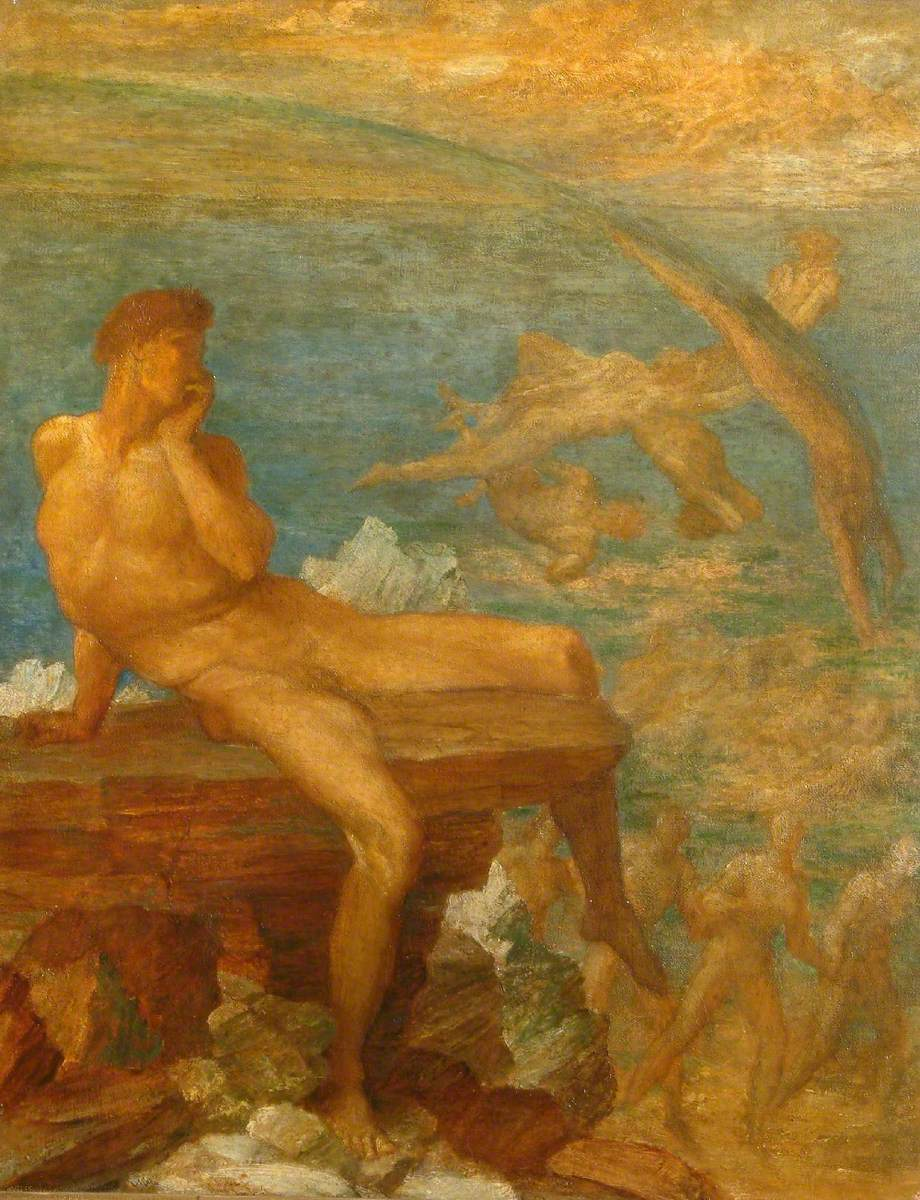
لوحة لواتس عام 1878.

في هذه المرحلة من حياة واتس المهنية، كان يرسم بانتظام صورًا تربط بين الأحداث الطبيعية وإرادة الله. ويعكس تركيزه على الشمس اهتمامه الأزلي بها باعتبارها رمزًا إلهيًا؛ وتُظهر لوحة "تضحية نوح"، التي تم رسمها عام 1865، نوحًا وهو يُضحي بالشمس من أجل إنقاذ عائلته. قد يكون هذا الاهتمام بالشمس قد جاء من ماكس مولر، أحد معارف واتس، الذي كتب على نطاق واسع حول نظرية عبادة الشمس، حيث الاعتقاد بأن أديان أوروبا والشرق الأوسط وجنوب آسيا اشتُقت كلها في النهاية من عبادة الهنود الأوربيون البدائيون للشمس. وعقب وفاة واتس، كتبت أرملته ماري فريزر تايتلر ما يلي: 
| ما بعد الطوفان (لوحة) | شعر أحد الزائرين الذين شاهدوا اللوحة أنه في مثل هذا المخطط من الألوان لن يكون من المُستحيل عرض شخصية الخالق. «آه ... لا»، أجاب واتس. ولكن هذا هو بالضبط ما أود أن أقوم به لجعل أولئك الذين ينظرون إلى الصورة يتصورون بأنفسهم. تتحرك يد الخالق بالضوء والحرارة لإعادة الإنشاء. لم أحاول رسم صورة للشمس- هذا الشيء غير مُؤكد- ولكنني أردت أن أثير إعجابك بفكرة قوتها الهائلة. | ما بعد الطوفان (لوحة) |

عرض واتس سابقًا صورة لشمس برتقالية اللون، تعتلي بحرًا مُستويًا، في عمله عبقرية الشعر اليوناني عام 1878، إلا أن موضوع وتكوين "ما بعد الطوفان" كان مُختلفًا تمامًا. كان المقصود من عبقرية الشعر اليوناني هو استحضار وحدة الوجود، مُستعينا بأشكال تعرض قوى الطبيعة في شكل إنساني بين العمل واللعب، بينما يتم مراقبتها من قبل الشخصية الأساسية. كان مقصودًا من لوحة ما بعد الطوفان أن تُصور التوحيد، مُستحضرًا روعة ورحمة الإله القوي وهو مُنهمك في فعل الخلق.
عرضت لوحة ما بعد الطوفان قبل اكتمالها في عام 1886 باسم الشمس في كنيسة القديس جود بوايت تشابل، نظّم صامويل بارنيت، نائب القديس جودي، معارضًا فنية سنوية في شرق لندن في مُحاولة لإضفاء الجمال على حياة الفُقراء؛ كانت له علاقة وثيقة مع واتس، وكان يستعير أعماله بانتظام لعرضها على السكان المحليين. وبعد هذا المعرض، استمر واتس في العمل على اللوحة لمدة خمس سنوات أخرى.

## بعد استكمالها

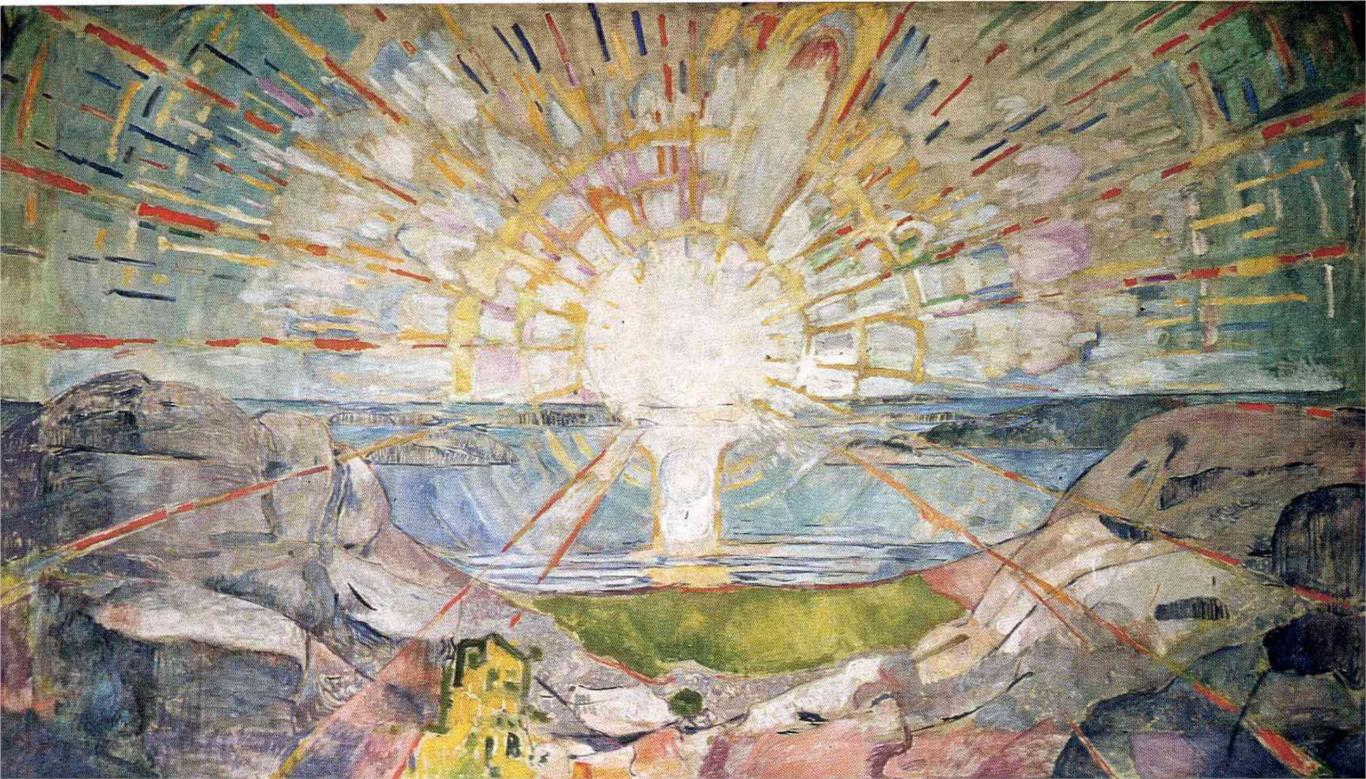
لوحة الشمس لإدفارت مونك 1911.

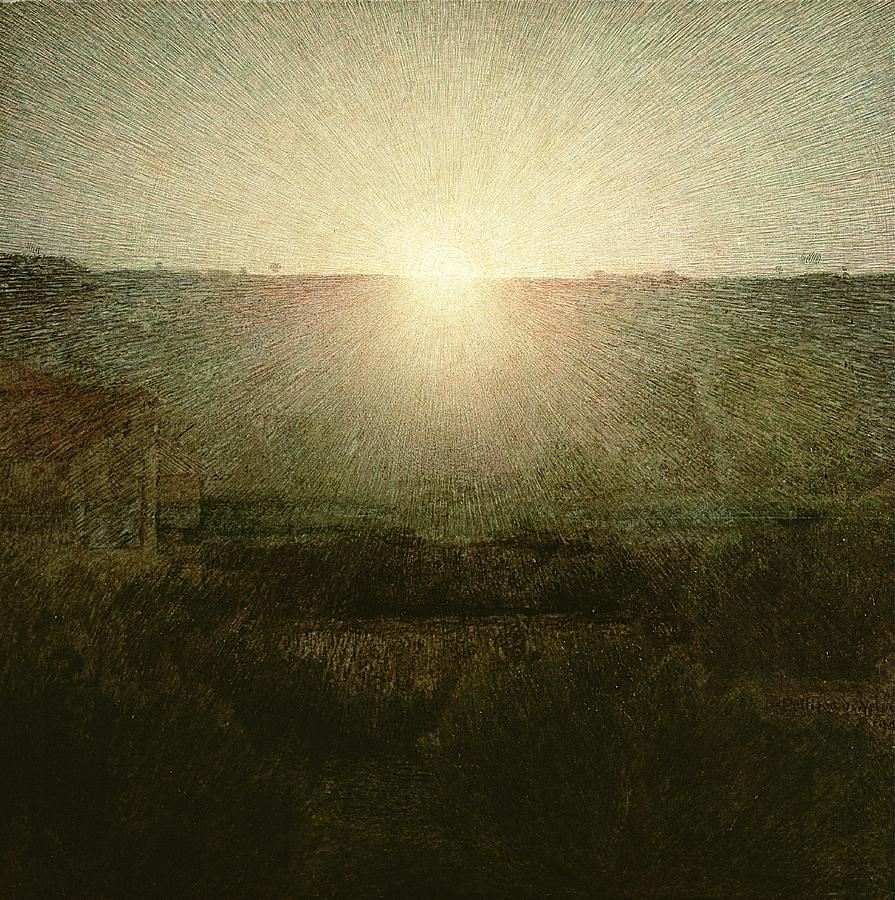
لوحة الشمس المُشرقة لجوزيبي بيليزا دا فولبيدو 1904.

عُرضت النسخة الكاملة من لوحة ما بعد الطوفان في معرض نيو جاليري عام 1891 بمناسبة افتتاح المعرض عام 1891، وفي معرض لاحق عام 1897، وكانت مصحوبة بملحوظة، يُعتقد أن واتس كتبها، تشرح الصورة:
| ما بعد الطوفان (لوحة) | قوة فائقة من الضوء والحرارة تتقدم لإعادة الخلق؛ تُنحى الظلام جانبًا؛ المياه، مُطيعة لقانون السماء، انتشرت في الضباب مُنتقلة من الأرض. | ما بعد الطوفان (لوحة) |

بين عامي 1902 و1906، تم عرضها في جميع أنحاء البلاد، حيث تم عرضها في كورك، إدنبره، مانشستر ودبلن، وكذلك في متحف واتس في ليتل هولاند هاوس. في عام 1904، نُقلت إلى متحف واتس الذي افتتح حديثًا في كومبتون بسري، وقبل وقت قصير من وفاة واتس في وقت لاحق من ذلك العام. قبل سنتين من ذلك، عاد واتس إلى موضوع الخلق في لوحة خالق النظم، الذي صوَّر الله مُباشرة للمرة الأولى في أحد أعماله، والذي وصفه بأنه يُمثل إيماءة عظيمة في كل شيء موجود.
على الرغم من أن واتس رسم المناظر الطبيعية طوال حياته، إلا أنه لم يعتبر مثل هذه اللوحات أعمالًًا رئيسية له، وعندما تبرع في الفترة ما بين عامي 1886 و1902 بأعماله الـ 23 الأكثر أهمية في البلاد لعرضها للجمهور، لم يُضمَّن أي لوحات للمناظر الطبيعية أو البورتريه.
 ونتيجة لإغفال لوحته ما بعد الطوفان من بين تلك الهدايا المُهداة لبلده، لم تعُد من بين أعماله البارزة، على الرغم من أنها كانت محل إعجاب من قبل العديد من زملائه الفنانين. وكتب الرسام الإنجليزي والتر بايز في عام 1907 «أن ما بعد الطوفان هي نوع من المناظر الطبيعية التي ترتبط باسم واتس، وهو مشهد خالٍ من المادية وهو منظر مُحي منه كل ما هو خشن، والتي تعرض بقايا هذا النوع من الإعلاء لجميع العناصر الشعرية في الطبيعة». واستُشهد باللوحة كمؤثر على العديد من الأعمال التي رسمت في العقدين التاليين لإكمالها، بما في ذلك لوحات الشمس التي كتبها موريس تشاباس، وجوزيبي بيليزا دا فولبيدو وإدفارت مونك. وعقب ذلك، ظلت ما بعد الطوفان في مجموعة متحف واتس.